# Aureolaria pedicularia
Aureolaria pedicularia är en snyltrotsväxtart som först beskrevs av Carl von Linné, och fick sitt nu gällande namn av Constantine Samuel Rafinesque. Aureolaria pedicularia ingår i släktet Aureolaria och familjen snyltrotsväxter.

## Underarter
Arten delas in i följande underarter:
- A. p. ambigens
- A. p. austromontana
- A. p. intercedens